# چمچه تابناک
چمچه تابناک (نام علمی: Dasylirion lucidum) نام یک گونه از زیرخانواده کوله‌خاسیان است.